# DOR
『DOR』（ドア）は、1992年にディーオーから発売されたアダルトゲームのシリーズである。オリジナルはPC-9801用で、X68000とFM TOWNS、Windowsにも移植されている。
キャッチフレーズは「あなたの前にはドアがあります。悪魔の作った不思議なドアが…」。

## 作品の特徴
コマンド選択式のアドベンチャーゲーム。オムニバス形式で、1パッケージに3本のシナリオが収められている。1本あたりのシナリオは短いが、展開やエンディングは複数用意されている。3本のシナリオはそれぞれ別のライターが担当している。
広崎悠意が原画のほとんどを担当しているほか、『ガイルバン』シリーズのシナリオも担当している。画像サイズは基本的に1画面分だが、Hシーンでは縦あるいは横2画面サイズの画像をスクロールで見せる場面もある。
シナリオとは別に、全体のナビゲータとして名無しの「あくま」というキャラクターが登場する（パッケージ表を飾るキャラクターがそれである）。『DOR3』からはライバル悪魔「ラトナ」も登場し、さらに名前の募集企画も行われるなど独自の発展を見せたが、名前は結局「あくま」のままだった。

## DOR
1992年2月発売。フロッピーディスク4枚組。1枚はシステムディスク、そしてシナリオ1本毎にディスク1枚となっている。
プラネタリウム
客のいないプラネタリウムにふらりと入った主人公と、偶然隣り合わせた女のストーリー。主人公を若者と初老の2パターンから選択できる。
テレフォンスキャンダル
テレクラで知り合った女性とデートをすることになったたけしだったが……。OLのりつこ、あけみとの3Pか、同級生の内田まなみかが選べる。
1994年11月にメディアックスから2枚組フロッピーディスク「遊ディスクVol.5 テレホンスキャンダル」として単体で出版された。このとき、ヒロインに音声がついた。
加奈子さんの憂鬱
主人公の部屋に突然押しかけてきたのは気弱な少女、長田加奈子。自分は吸血鬼であり、血を吸われて同じ吸血鬼になってほしいと主張する彼女に、主人公は「吸血鬼になってもいいから、血を吸う前に一日下僕になれ」と持ちかける。主人公は加奈子さんに掃除、料理をさせ、テレビゲームで敗北させ、さらには官能小説を朗読させる。最後は手を後ろに組んだ彼女に、1時間手を離さなかったら血を吸わせると約束する。
加奈子さんは「機甲戦士ガイルバン ACT2」にゲスト出演している。台詞より、この主人公と一緒に住んでいることが確認される。
1994年9月にメディアックスから2枚組フロッピーディスク「遊ディスクVol.3 加奈子さんの憂鬱」として単体で出版された。このとき、ヒロインに音声がついた。また原画が2枚追加されている。

## DOR2
1992年5月発売。フロッピーディスク4枚組。1枚はシステムディスク、そしてシナリオ1本毎にディスク1枚となっている。
魔女狩り
魔女の疑いをかけられ、捕らえられた修道女ライナ。無実を訴える彼女の前にやってきたのは司教だった……。主人公を男と女の2パターンから選択できる。
ある妖精の場合
小さな妖精の願いで、泉を目指す主人公。冒険の果て、泉で妖精の身に起きた事は。
機甲戦士ガイルバン
世界征服を狙う悪の組織ギル・グラウバーに立ち向かうのは、機甲強化服を身に纏い、機甲戦士ガイルバンに変身する青年、元須涼正（もとすりょうせい）。普段はプータローなので、パートナーであるいくみがアルバイトをして、生活費を稼いでいる。ところがそのいくみが、ギル・グラウバーの女幹部・女戦神メイアに捕まってしまった。いくみを助けるために、涼正はメイアのいる場所へ駆けつける。選択肢によって涼正の相手がいくみとメイアのどちらかに変わる。

## DOR3
1992年11月発売。フロッピーディスク4枚組。1枚はシステムディスク、そしてシナリオ1本毎にディスク1枚となっている。
5時から9時まで
さえないサラリーマンの主人公は、健康ドリンクを飲むと優秀な美青年になる特異体質。夜はホストクラブで働き、終わったあとに仕事を片づけているため、見た目と違って成績は優秀。ある日、やってきた客は……。相手を会社の上司、若い未亡人の2人から選ぶことができる。
明日への逃避行
犯罪の果て、ハイジャックを図った主人公。人質に美明日と明日香の姉妹スチュワーデスを捕まえた。
中原君の秘密
世界征服をたくらむマッドサイエンティストと、助手の天才少女、中原三葉。中原君の恥ずかしい秘密を楯に、新発明「人格改造装置」の人体実験を行った。そこへ入ってきた侵入者は通りすがりの正義の味方、田中花子さんだった。主人公は田中さんを何とか撃退する。ギル・グラウバー誕生前夜の物語。選択肢によって主人公の相手が中原君か田中さんに変わる。
中原君は「機甲戦士ガイルバン ACT2」にゲスト出演。元須涼正となぜかクイズ対決をすることになり、7問以上正解されると脱ぐ羽目になる。
田中さんも「機甲戦士ガイルバン ACT2」に重要な役で出てくる。

## DOR Special Edition 魁
1993年5月発売。PC-9801、PC-9821、X68000、FM TOWNS向けに制作された。今までのオムニバスとは異なり、シナリオ1本のみが収録されていた。また、これまでのシリーズでは広崎悠居による原画であったが、同社『星の砂物語』シリーズの原画担当であった嶋が原画を担当している。

### ストーリー
主人公・健介の幼馴染みであり、本作のヒロインである工藤咲恵は、オリンピック大会の柔道種目で金メダリストである祖父を持つ。彼女は祖父の影響で柔道を習い始めたが、高校への入学と同時に趣向を変えて女子高生らしく振舞おうと思い立ち、茶道部に入部する。そんな咲恵をずっと気にかけてきた主人公も総合格闘家として活動していたが、彼女の後を追いかけて自身も茶道部に加わる。しかし彼らが入学した高校では毎年、文化祭行事の一環として翌年度の部の予算を賭けた男女混合プロレス大会が開催されていた。この大会には各部の1年生の男女が出場する決まりになっており、主人公と咲恵もペアとして大会に出場し強敵との戦いに挑む。

## DOR Special Edition'93
1993年11月発売。略称は「DOR SE'93」。ヒロインには音声が付いた。シナリオ1本あたりのディスクは3枚である。Hシーンでは、「目」「手」「舌」などのアイコンを使用する。またラトナの部屋では、シナリオの達成度を調べることができる。
ジャングル探検 蟆口浩 探検シリーズ#1
探検家、蟆口浩の冒険談。二人の女助手を従えて「若返りの泉」を目指す彼に、「古代淫下文明」の罠が立ち塞がる。
Curse of Beast
主人公は獣の呪いをかけられた凄腕の剣士。護衛の依頼を受けて遺跡へ向かう。ヒロインを魔術師と僧侶の2パターンから選択できる。
機甲戦士ガイルバン ACT2
タイトル通り、「機甲戦士ガイルバン」の続編。パートナーであるいくみ、メイアに身の回りのことをさせる生活を続けていた鬼畜ヒーロー、元須涼正だったが、そこへギル・グラウバーの秘密基地発見の情報がもたらされた。しかしいくみとメイアには愛想を尽かされてしまい、しかたなく涼正は1人で基地を探す。
涼正の相手が可能なヒロインはいくみ、メイア、頭のねじが外れている喫茶店のウェイトレス、ギル・グラウバーの女幹部の4人。
本作品で、涼正の正体が明らかになる。

## DOR ベストセレクション
過去作品から計5つのシナリオを再収録したパッケージ。各巻CD-ROMが二枚組で、登場キャラクターは声優の声で喋る。CD-DA部にはあくまとラトナが登場してゲームの案内をするラジオドラマ風トーク「プレイバック・ボイス・シアター」が収録されている。声優名は非公開。
上巻
PC-9821版とFM TOWNS版は1993年4月、Windows版が1996年4月に発売。
「テレフォンスキャンダル」「加奈子さんの憂鬱」「機甲戦士ガイルバン」を収録。
下巻
PC-9801版とFM TOWNS版は1993年5月、Windows版が1996年4月に発売。
「5時から9時まで」「中原君の秘密」を収録。

## DOR Special Edition
「DOR Special Edition 魁」と「DOR Special Edition'93」をWindowsに移植してCD-ROMにカップリングし、1996年6月に発売。